# ALBA theaterhuis
Het ALBA theaterhuis is opgericht in 1999 en maakt muzikale theaterproducties met jonge kunstenaars uit diverse culturen. Aansprekende (muzikale) interpretaties van klassiek wereldrepertoire, maar ook hedendaagse stukken, thema's of nieuw geschreven werk. ALBA wordt sinds 2005 structureel gesubsidieerd door het ministerie van Onderwijs, Cultuur en Wetenschap en de Gemeente Den Haag. De professionele producties van ALBA theaterhuis gaan in Theater aan het Spui in première. 